# Air Kiribati
Air Kiribati (pronunciat /ɛər ˈkɪrɪbæs) és la companyia aèria de bandera de la República de Kiribati i opera serveis regulars de passatgers a 20 atols repartits en una àrea de 3,5 milions de quilòmetres quadrats.
Té la seu a l'aeroport internacional de Bonriki, a l'illa de Tarawa, a les illes Gilbert. L'aerolínia també realitza vols xàrter regionals, evacuació mèdica, així com serveis de cerca i rescat.

## Història
Air Kiribati es va establir inicialment com a Air Tungaru el 1977. L'aerolínia operava els 16 aeroports nacionals de Kiribati, així com Honolulu i Papeete, amb un Boeing 727. El 1996, Air Tungaru va deixar d'operar i es va establir Air Kiribati per servir principalment punts nacionals a Kiribati amb una sèrie de petits avions regionals. El 2002, el primer ATR 72-500 de l'aerolínia va entrar en servei, però es va retirar el 2004. El 2016, Air Kiribati també va iniciar operacions domèstiques a les illes Line, servint les illes Washington i Fanning des de Kiritimati. El 2017 es va lliurar el primer De Havilland Canada Dash 8-106 d'Air Kiribati i el 2019 es va lliurar a Air Kiribati el primer dels dos Embraer E190-E2.

## Dades de la Corporació

### Equip de Govern
Air Kiribati està governat per un equip comandat pel Ministre d'Informació, Comunicació, Transport i Desenvolupament Turístic, des de 2020 fins 2025, Tekeeua Tarati.
Air Kiribati és propietat íntegra del Govern de Kiribati.

### Director General
Després de Kobebe Taitai fou nomenat director general en funcions Tarataake  Teannaki. En canviar a Secretari d'Informació, Comunicacions, Transport i Turisme el rellevà en el càrrec durant uns mesos dels anys 2020 i 2021, Philip Statman.

### Regulació de l'activitat aèria
L'Autoritat d'Aviació Civil de Kiribati, coneguda com a Divisió d'Aviació Civil, és una de les divisions governamentals del Ministeri d'Informació, Comunicacions, Transport i Desenvolupament del Turisme (MICTTD) i és responsable de totes les activitats d'aviació del país. La legislació principal d'aviació utilitzada és:
- Llei de seguretat d'aeronaus de 1990[9]

- Llei d'Aviació Civil de 2004[10]

Les regulacions reals utilitzades són principalment de Nova Zelanda, els NZCARs.

## Destinacions
A partir del 2022, Air Kiribati opera aquestes destinacions:

### Kiribati
- Abaiang - Aeroport d'Abaiang
- Abemama - Aeroport d'Abemama
- Aranuka - Aeroport d'Aranuka
- Arorae - Aeroport d'Arorae
- Beru Island - Aeroport de Beru
- Butaritari - Aeroport de Butaritari
- Kuria - Aeroport de Kuria
- Maiana - Aeroport de Maiana
- Makin- Aeroport de Makin
- Marakei - Aeroport de Marakei
- Nikunau - Aeroport de Nikunau
- Nonouti - Aeroport de Nonouti
- Onotoa - Aeroport d'Onotoa
- Tabiteuea North - Aeroport de Tabiteuea Nord
- Tabiteuea South - Aeroport de Tabiteuea Sud
- Tamana - Aeroport de Tamana
- Tarawa - Aeroport de Bonriki International  - Hub
- Kiritimati - Aeroport Internacional de Cassidy
- Tabuaeran - Aeroport de Tabuaeran
- Teraina - Aeròdrom de Teraina